# Cyril Pedrosa
Cyril Pedrosa (ur. 22 listopada 1972) – francuski rysownik i twórca komiksów.
W latach 1996–1998 pracował jako animator w studiu Disneya. Uczestniczył w tym czasie w pracach przy filmach Dzwonnik z Notre Dame i Herkules.
Z Davidem Chauvelem stworzył cykl komiksowy Ring Circus. W 2004, również z Chauvelem, rozpoczął pracę nad drugą serią, pod tytułem Shaolin Moussaka. Jego pierwszym samodzielnym projektem był wydany w 2006 Les Coeurs Solitaires.
W 2008 wydał powieść graficzną Trzy cienie, za który otrzymał Prix Essentiel, jedną z głównych nagród na Międzynarodowym Festiwalu Komiksu w Angoulême. Oprócz tego powieść ta zwyciężyła w konkursie „Najlepszy komiks francuskojęzyczny Festiwalu w Angoulême - polski wybór 2008”.